# Fotografía antropológica

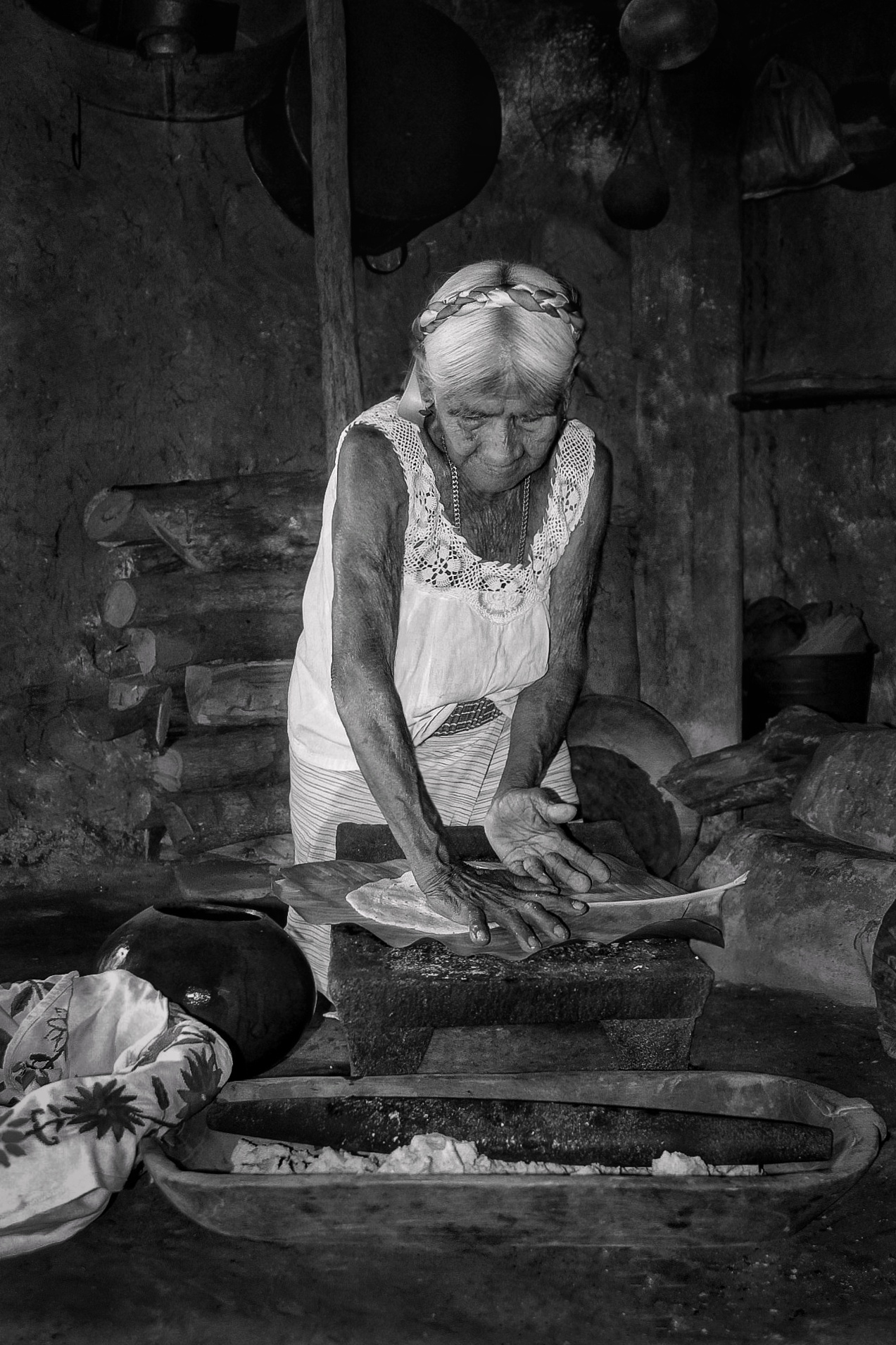
Siwa' ne tahskaluwa («mujer haciendo tortillas», nahua), en Xumuapan

La fotografía antropológica o etnográfica es una modalidad de la fotografía documental científica, cuya finalidad es fotografiar a las personas dentro del ámbito de la cultura y el entorno social al que pertenecen, constituyendo una herramienta para la descripción y el análisis de la diversidad cultural del ser humano.
Tanto la fotografía como la antropología nacieron a mediados del siglo XIX y tan pronto como la fotografía se popularizó, los antropólogos encontraron en esta actividad una metodología idónea para documentar sus trabajos etnográficos utilizando ambas disciplinas. Sin embargo, los estudios que se centran en la fotografía como objeto de estudio antropológico son recientes; en ellos se considera la fotografía como un artefacto construido socialmente.
La fotografía antropológica dispone de un valor científico al ofrecer la representación visual de las personas en un entorno sociocultural concreto, bien sea para documentar un trabajo etnográfico o mostrar, a través de la imagen fija, las costumbres y/o los detalles de una cotidianidad cultural.
Desde su invención, la fotografía ha sido usada como instrumento de estudio y demostración científico, atravesando incluso por un período de ingenuidad y sobrevaloración de la imagen técnica como prueba de verdad, como en el caso de su uso antropométrico en el siglo XIX, cuando se empleó para probar la supuesta superioridad racial del hombre blanco, o para estudios criminológicos, basados en meras evidencias visuales, como los realizados por Alphonse Bertillon. 
Por otro lado, la fotografía antropológica es heredera de las prácticas de ilustración de viajes, muy frecuentes y valoradas en las expediciones científicas y las empresas colonizadoras desde el siglo XV, realizadas desde Europa hacia el resto del mundo. A partir de la divulgación de la fotografía desde 1839, éstas fueron reemplazando paulatinamente pero definitivamente al dibujo y la acuarela que acompañaban los relatos de viajes hasta entonces.
Más adelante, con el advenimiento del turismo y el creciente interés por conocer y compartir la diversidad cultural que nos rodea, la fotografía antropológica se ha convertido en una actividad muy popular. La mayoría de los viajeros, al estar interesados en inmortalizar las vivencias y experiencias ofrecidas por la visita a sociedades exóticas, han utilizado el medio fotográfico, por lo que es obligada la reflexión y al estudio de esta disciplina en esos contextos. La fotografía antropológica se convierte así en uno de los tipos de artefactos visuales de los que se ocupa la antropología visual.